# Isovactis elongata
Espèce
Isovactis elongata est une espèce de cnidaires de la famille des Arachnactidae.

## Systématique
Le nom valide complet (avec auteur) de ce taxon est Isovactis elongata Leloup, 1964.